# 横浜市立大道小学校
横浜市立大道小学校（よこはましりつ だいどうしょうがっこう）は、神奈川県横浜市金沢区大道にある市立小学校。

## 概要
1944年に大道国民学校として開校。当時はアジア・太平洋戦争の真っただなかであり、六浦地区では追浜飛行場の勤務者や海軍関係者により人口が増加しており、すでにあった六浦国民学校のみでは手狭となったため本校が増設された。
1947年には大道小学校と改称。戦後は、朝比奈や六浦で宅地開発がはじまり校区内の人口が急増し、一時は生徒数が約2000人にも上った。その後、近隣に朝比奈小学校（1975年）、高舟台小学校（1978年）、六浦南小学校（1991年）が開校したことで、生徒数は減少していった。

## 沿革
出典
- 1944年（昭和19年）4月 - 横浜市立大道国民学校として開校。
- 1947年（昭和22年）4月 - 学制改革により、横浜市立大道小学校と改称。
- 1949年（昭和24年）5月 - 新校舎落成式挙行。
- 1950年（昭和25年）5月 - 第二次増築工事完了。
- 1951年（昭和26年）2月 - 第三次増築工事完了。
- 1952年（昭和27年）4月 - 第四次増築工事完了。
- 1953年（昭和28年）10月 - 創立10周年式典挙行。校歌と校旗制定。
- 1955年（昭和30年）8月 - 第五次増築工事完了。
- 1971年（昭和46年）8月 - プール完成。
- 1974年（昭和49年）
  - 3月 - 鉄筋校舎増築完成。
  - 10月 - 創立30周年式典挙行。
- 1975年（昭和50年）4月 - 学区の一部が分離し、朝比奈小学校開校。
- 1978年（昭和53年）4月 - 学区の一部を分離し、高舟台小学校開校。
- 1984年（昭和59年）
  - 3月 - 体育館改築完成。
  - 11月 - プール改修と校地整備の両工事実施。
- 1985年（昭和60年） - 散水装置と植栽の両工事実施。
- 1989年（平成元年）1月 - 職員更衣室と資料室新設完了。
- 1990年（平成2年） - 放送室改造工事。
- 1992年（平成4年）
  - 4月 - 学区の一部を分離し、六浦南小学校開校。
  - 8月 - しぜん広場完成。
- 1993年（平成5年）
  - 3月 - 多目的室と視聴覚室完成。
  - 5月 - 歴史資料館完成。大道小コミュニティスクール開設。
  - 6月 - 創立50周年記念式典挙行し、祝賀会開催。
- 1994年（平成6年）7月 - 給食室改築工事。
- 1995年（平成7年）6月 - はまっ子ふれあいスクール開校。家庭科室改修。事務室設置。
- 1996年（平成8年）7月 - B棟普通教室・トイレ改修工事。
- 1997年（平成9年） - 個別支援級改修と防災備蓄庫の両工事実施。
- 1998年（平成10年）3月 - A棟トイレ改修工事。
- 2000年（平成12年）11月 - 複合遊具・投てき盤設置。
- 2001年（平成13年）4月 - 田圃造成。
- 2002年（平成14年）7月 - 防砂ネット・防球ネット設置。音楽室改修工事。
- 2003年（平成15年）6月 - 創立60周年記念式典挙行し、祝賀会開催。
- 2004年（平成16年）4月 - 正門防犯ビデオ設置。
- 2005年（平成17年）3月 - エレベーターと校内緊急放送設備を設置。給食民間委託開始。
- 2006年（平成18年）
  - 3月 - 扇風機取り付け完了。
  - 11月 - トンボ池清掃・整備。ネットデイ校内LAN整備完了。
- 2007年（平成19年）8月 - A棟外壁塗装工事。
- 2008年（平成20年）8月 - 耐震補強工事実施。
- 2009年（平成21年）8月 - B棟屋上防水工事。
- 2010年（平成22年）
  - 3月 - 太陽光パネル設置工事。
  - 4月 - この月から翌年3月にかけて、まち普請事業 ふるさと大道村づくり（トンボ池を中心とした環境整備）。
- 2011年（平成23年）
  - 6月 - 教室空調設備設置工事。
  - 8月 - 井戸掘り完成。
- 2012年（平成24年）
  - 4月 - プール改修工事。
  - 7月 - A棟耐震工事実施。
- 2013年（平成25年）10月 - 創立70周年記念式典し、祝賀コンサート開催。大道ふれあいむかし資料館リニューアルオープン。

## 通学区域と進学先中学校
出典

### 通学区域
- 金沢区
  - 大道1丁目（1番～81番13号、82番～86番）
  - 大道2丁目（1番～14番14号、15番～27番7号、27番10号～36番）
  - 高舟台1丁目（31番30号～31番の終り）
  - 高舟台2丁目（20番24号～20番の終り）
  - 六浦3丁目（1番6号(道路以西)、1番7号～1番57号、1番58号(道路以西)、2番、3番、5番6号～5番31号、6番～8番）
  - 六浦4丁目（8番、14番、18番～25番）
  - 六浦東2丁目（22番10号～22番14号、23番5号～23番8号）
  - 六浦5丁目（1番～34番、35番5号～38番18号、39番、40番）
  - 六浦南1丁目（1番24号～1番65号、11番7号、11番8号、20番3号～20番37号、21番20号～21番40号、22番1号～22番24号、23番、24番、25番15号～25番54号、26番～37番）
  - 六浦南2丁目（12番、15番1号～15番7号、15番13号～15番16号）

### 進学先中学校
公立中学校に進学する場合
- 横浜市立六浦中学校
  - 六浦5丁目（9番～16番、17番8号～17番16号）、六浦東2丁目（22番10号～22番14号、23番5号～23番8号）
  - 六浦南1丁目（1番24号～1番65号、11番7号、11番8号、20番3号～20番37号、21番20号～21番40号、22番1号～22番24号、23番、24番、25番15号～25番54号、26番～37番）
  - 六浦南2丁目（12番1号～12番8号、12番12号～12番58号、15番1号～15番7号、15番13号～15番16号）から通う児童の進学先。
- 横浜市立大道中学校
  - 本小学校の通学区域の内、上述の六浦中学校の通学区域を除いた区域から通う児童の進学先。

## 交通アクセス
- 京急逗子線六浦駅下車後、徒歩6分。
- 神奈中バス・京急バス「大道小学校前」下車後、徒歩3分。